# Стрингер (фильм, 1998)
«Стрингер» — художественный фильм с Сергеем Бодровым в главной роли.

## Предыстория
В 1995 году Павел Павликовский снял документальный фильм «Путешествие с Жириновским», в основу которого легли поездки по российским городам в рамках агитационной кампании лидера ЛДПР Владимира Жириновского. Одним из участников этих поездок был молодой фотограф и стрингер Алексей Островский, который впоследствии вошёл в ближайшее окружение политика и стал его соратником.

## Сюжет
Вадик оказывается случайным свидетелем взрыва троллейбуса. Сделав видеозапись происшествия, он пытается предложить свой «сенсационный» материал западным телекомпаниям. В офисе одной из них он знакомится с Хелен и понимает, что новым поводом встречи с девушкой может стать действительно интересный материал.
Вооружившись видеокамерой, Вадик превращается в стрингера: он записывает, а иногда даже сам создаёт видеосюжеты на темы, которые по его мнению, могут подойти иностранной телекомпании в качестве горячих новостей из России. В поисках очередной сенсации Вадик знакомится с лидером широко известной партии Яворским (прототип — Владимир Жириновский). Новое знакомство позволяет Вадику сделать видеозапись попытки заказного убийства этого политического деятеля.
Запечатлевая на плёнку Яворского, Вадик становится одним из самых близких политику людей. Яворскому нужен эфир, Хелен нужна сенсация, Вадику — внимание девушки. Эта простая схема, бесспорно, могла бы сработать, но в России простые схемы развиваются по весьма непростым законам…

## В ролях
| Актёр             | Роль                                                  |
| ----------------- | ----------------------------------------------------- |
| Сергей Бодров     | Вадик                                                 |
| Анна Фрил         | Хелен Севиндж                                         |
| Владимир Ильин    | политик Пётр Яворский (прототип Владимир Жириновский) |
| Роберт Неппер     | Джон                                                  |
| Анна Каменкова    | мать Вадика                                           |
| Леонид Куравлёв   | Митягин                                               |
| Алексей Хардиков  | Лёша Буйнов                                           |
| Алексей Шевченков | Костик                                                |
| Александр Есаулов | Муха                                                  |
| Денис Карасёв     | Олег                                                  |
| Анна Яновская     | Света, жена Яворского                                 |
| Павел Винник      | дедушка                                               |
| Любовь Соколова   | бабушка                                               |
| Наталья Рогожкина | Рыжая                                                 |
| Александр Пятков  | водитель троллейбуса                                  |
| Мария Слоним      | Лиля                                                  |
| Максим Литовченко | «десантник»                                           |
| Нина Аветисова    | голос за кадром                                       |